# テレメディア730
テレメディア730とは、テレビ埼玉において毎週・金曜の夜19：30から21：00にかけて放送していた報道番組である。
1984年10月スタート、県内各地でおこった事件・各種出来事や、ニュース特集を放送。途中から20：00～からスタートに変更し、1991年3月に終了した。

## 番組内容
一週間に起きた県内のニュースや各種出来事をダイジェストでまとめ、ほかにイベント情報・ミニコミ情報、
スポーツ情報などさまざまなコーナーに分けて番組を放送した。

## 司会者
- 佐貫洋一TVSアナウンサー（メインキャスター）
- 柳田真利アシスタント
- 上野晃

## 備考
- 埼玉県にある西武ライオンズの試合がある時でも、当番組が優先されて野球中継の放送は少なかったが、西武ライオンズ球場のホームマッチ開催日と重複し、かつ他の在京キー局が中継しない場合はTVSライオンズアワーを優先した。